# Катарина Лазић
Катарина Лазић удато Томић (Београд, 25. мај 1980) бивша је југословенска и српска професионална кошаркашица.